# André Florschütz
André Florschütz (n. 6 august 1976, Sonneberg, Republica Democrată Germană, Germania) este un sănier ce a reprezentat Germania, medaliat olimpic. A participat la 2 ediții ale Jocurilor Olimpice (2006, 2010) în care a câștigat o medalie de argint.